# Tranekær Kommune
| Strukturdaten       | Strukturdaten     |
| ------------------- | ----------------- |
| Sitz der Verwaltung | Tranekær          |
| Fläche              | 107,45 km²        |
| Einwohner           | 3.439 (2006)      |
| Kommune seit 2007   | Langeland Kommune |

Tranekær Kommune war bis Dezember 2006 eine dänische Kommune auf der Insel Langeland im damaligen Fyns Amt. Seit Januar 2007 ist sie zusammen mit den Kommunen Rudkøbing und Sydlangeland Teil der neugebildeten Langeland Kommune, die die gesamte Insel Langeland umfasst.
Tranekær Kommune entstand 1966, ging somit der Verwaltungsreform von 1970 voraus und umfasste folgende Sogn:
- Tranekær Sogn und Tullebølle Sogn (Landgemeinde Tranekær-Tullebolle)
- Bøstrup Sogn (Landgemeinde Bøstrup)
- Snøde Sogn, Stoense Sogn und Hov Sogn (Landgemeinde Snøde-Stoense-Hov)

Die Dolmen und Hügel von Pæregård liegen südwestlich von Tranekær.